# Witalij Wernydub
Witalij Jurijowycz Wernydub, ukr. Віталій Юрійович Вернидуб (ur. 17 października 1987 w Zaporożu, Ukraińska SRR) – ukraiński piłkarz grający na pozycji obrońcy.

## Kariera piłkarska

### Kariera klubowa
Syn znanego piłkarza Jurija Wernyduba. Wychowanek SDJuSzOR Metałurh Zaporoże, barwy którego bronił w juniorskich mistrzostwach Ukrainy (DJuFL). Karierę piłkarską rozpoczął 18 maja 2004 w składzie Metałurh-2 Zaporoże, a 13 lipca 2007 rozegrał pierwszy mecz w podstawowej jedenastce Metałurha. W rundzie wiosennej sezonu 2006/07 występował również na wypożyczeniu w Krywbasie Krzywy Róg, w którym debiutował 10 marca 2007 w meczu z Dynamem Kijów. 30 grudnia 2011 roku podpisał wieloletni kontrakt z Zorią Ługańsk. 11 czerwca 2015 przeszedł do azerskiego FK Qəbələ, w którym grał do maja 2018. 19 czerwca 2018 wrócił do Zorii Ługańsk.

### Kariera reprezentacyjna
Występował w juniorskiej oraz młodzieżowej reprezentacjach Ukrainy. 18 listopada 2014 debiutował w narodowej reprezentacji Ukrainy w zremisowanym 0:0 towarzyskim meczu z Litwą.